# Adomėnas
Adomėnas ist ein litauischer männlicher Familienname.

## Herkunft
Der Name ist abgeleitet vom litauischen Vornamen Adomas.

## Weibliche Formen
- Adomėnaitė (ledig)
- Adomėnienė (verheiratet)

## Namensträger
- Arūnas Adomėnas (* 1977), Zolljurist, Oberster Zollamtsrat Litauens, Leiter von Zollamt Litauens
- Mantas Adomėnas (* 1972), Philosoph und Politiker, Seimas-Mitglied